# Themeda arundinacea
Espèce
Classification phylogénétique
Themeda arundinacea est une espèce de plante herbacée de la famille des Poaceae.
Elle est originaire d'Asie : Chine, Inde, Indochine et Malaisie.
C'est une espèce pérenne qui atteint 1,5 mètre de haut.

## Synonyme
- Anthistiria arundinacea Roxb.